# Anatomie (insecten)

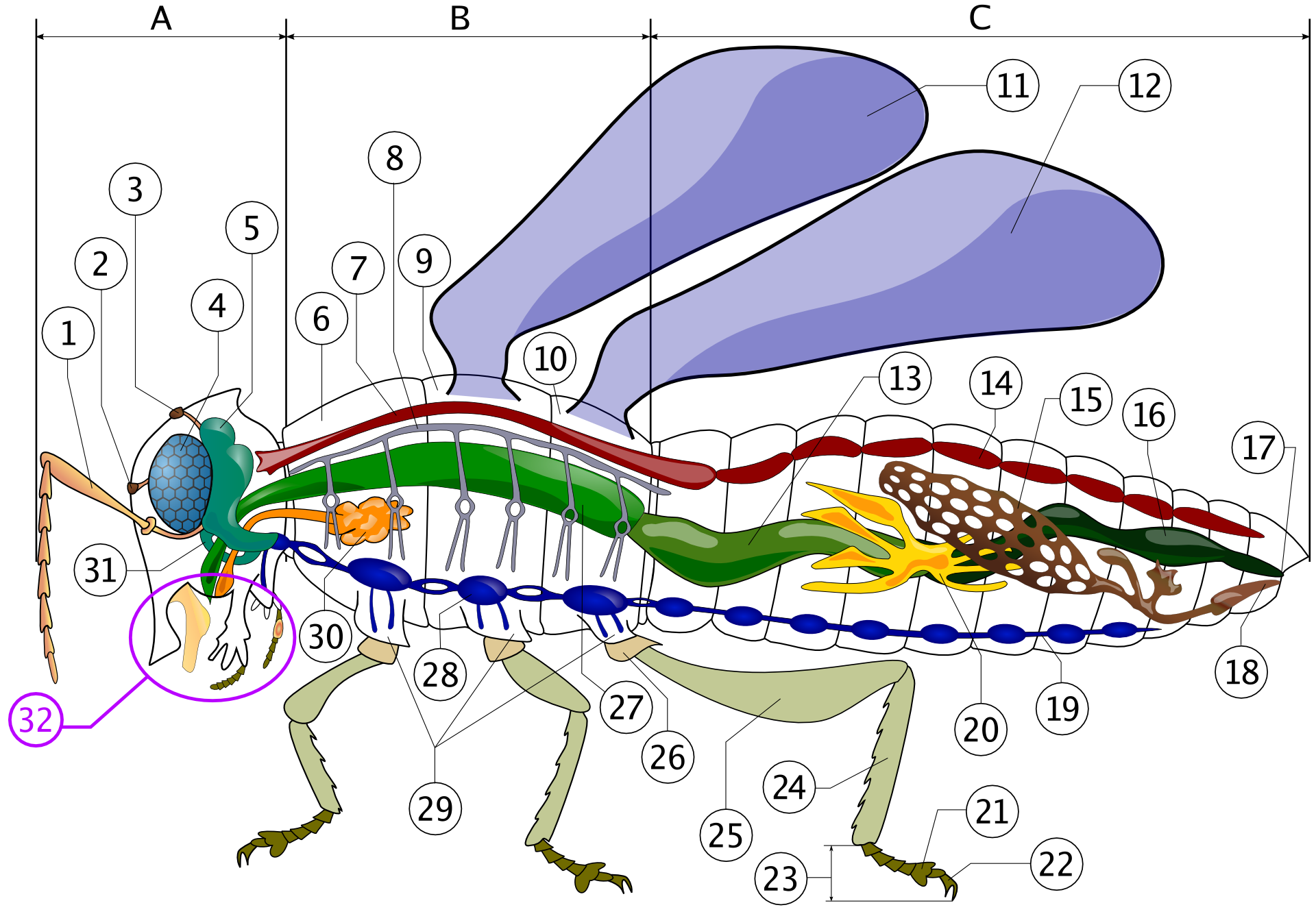
Anatomie en inwendige organen van een insect (hier een lid van de Hymenoptera)
A - Kop
B - Borststuk C - Achterlijf

De anatomie van insecten is een studie op zich vanwege het enorme soortenaantal van deze groep en de onvoorstelbare vormenrijkdom.Hierdoor zijn de insecten niet over een kam te scheren, wel hebben ze allemaal hetzelfde algemene bouwplan waardoor ze als insecten zijn gedefinieerd: een kop, een borststuk of thorax en een achterlijf of abdomen.   Het zijn de tagmata. De vormen en relatieve afmetingen verschillen per insectenorde.

## Algemene bouw
De wetenschappelijke naam Insecta, afgeleid van de term (in)sectare, betekent ingesneden (lichaam), verwijzend naar het meestal duidelijk in drieën verdeelde lichaam. Insecten variëren in lengte van kleiner dan een millimeter tot meer dan 20 centimeter zoals enkele soorten wandelende takken.

De vele onderdelen van een mier
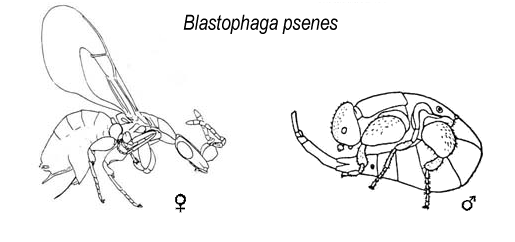
Seksueel dimorfisme bij een wespensoort; links vrouw, rechts man

Alle insecten hebben een exoskelet bestaande uit chitine, een hoornige stof aan de buitenzijde van het lichaam. De binnenzijde is zacht tot vloeibaar.

### Inwendige organen
Elk insect heeft de volgende inwendige organen: hersenen, darmkanaal, uitscheidingsorganen (buizen van Malpighi), eierstok, buisvormig hart, buikzenuwstreng. Het bloed van insecten dient niet voor het transport van zuurstof en is meestal kleurloos. Insecten hebben nauwelijks of geen slagaders, maar wel een hart. Het lichaam van een insect bevat ook tracheeën: een zeer fijnvertakt stelsel van kleine buisjes met openingen aan de zijkant van het lichaam, dit is het ademhalingssysteem.

### Kop

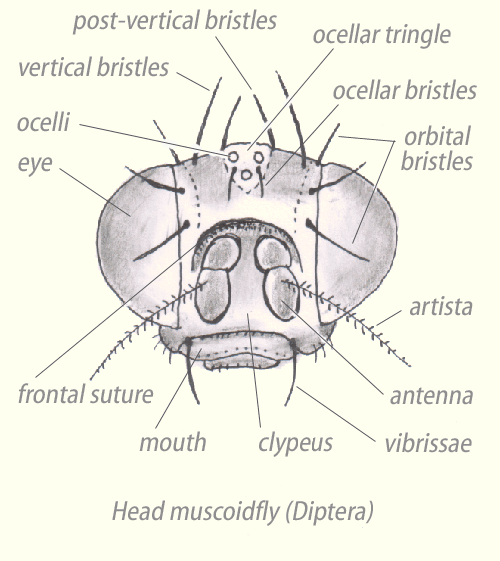
Anatomie van een vliegenkop

Aan de kop zitten altijd twee gelede antennes die vaak reukzintuigen bevatten om geuren en/of feromonen waar te nemen voor het zoeken naar voedsel of de voortplanting. Insecten hebben samengestelde ogen (facetogen) aan de zijkant van de kop. Soms zijn er daarnaast drie enkelvoudige ogen (bij- of puntogen) op het voorhoofd aanwezig. De kaken bestaan uit mandibulae en maxillae met mandibulaire en maxillaire palpen of kaaktasters. Anders dan bij mensen zijn de mandibels de bovenkaken en de maxillae de onderkaken. Vaak zijn insecten in staat vorm en kleur te onderscheiden. Sommige soorten hebben een uitstekend gehoor, bijvoorbeeld krekels en sprinkhanen waarbij de gehoororganen in de poten zitten.
De kop van een insect bestaat uit niet te onderscheiden segmenten en draagt de antennes en monddelen.

### Borststuk
Het borststuk (de thorax) verzorgt de voortbeweging en draagt de poten en eventuele vleugels. Het bestaat altijd uit drie segmenten, van voor naar achter de prothorax, de mesothorax en de metathorax. Aan ieder borstsegment zit een paar poten, waardoor insecten altijd zes poten hebben.
Het borststuk bestaat uit drie segmenten en draagt de andere lichaamsdelen, zoals vleugels en poten. Ook deze bestaan weer uit verschillende onderdelen, met ieder een eigen naam.

#### Poten
Hieronder links een afbeelding van de poot van een insect met een algemene indeling. Een aantal groepen heeft een afwijkende anatomie, zoals de oorwormen (Dermaptera). Deze hebben altijd drie laatste pootsegmenten in plaats van de gebruikelijke vijf. Andere insecten hebben aanhangsels aan de poten, zoals de vanghaak die voorkomt bij bidsprinkhanen (Mantodea). In vergelijking met de verwante kreeftachtigen zijn insectenpoten veel flexibeler. Het ventrale gewricht van de coxopodiet is verdwenen en de dorsale is vervangen door een kom en kop (condylus), zodat sommige insecten de achterste poten bijna 360° kunnen draaien.

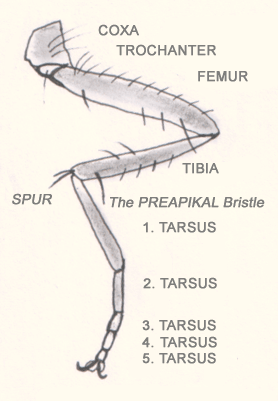
De onderdelen van een insectenpoot
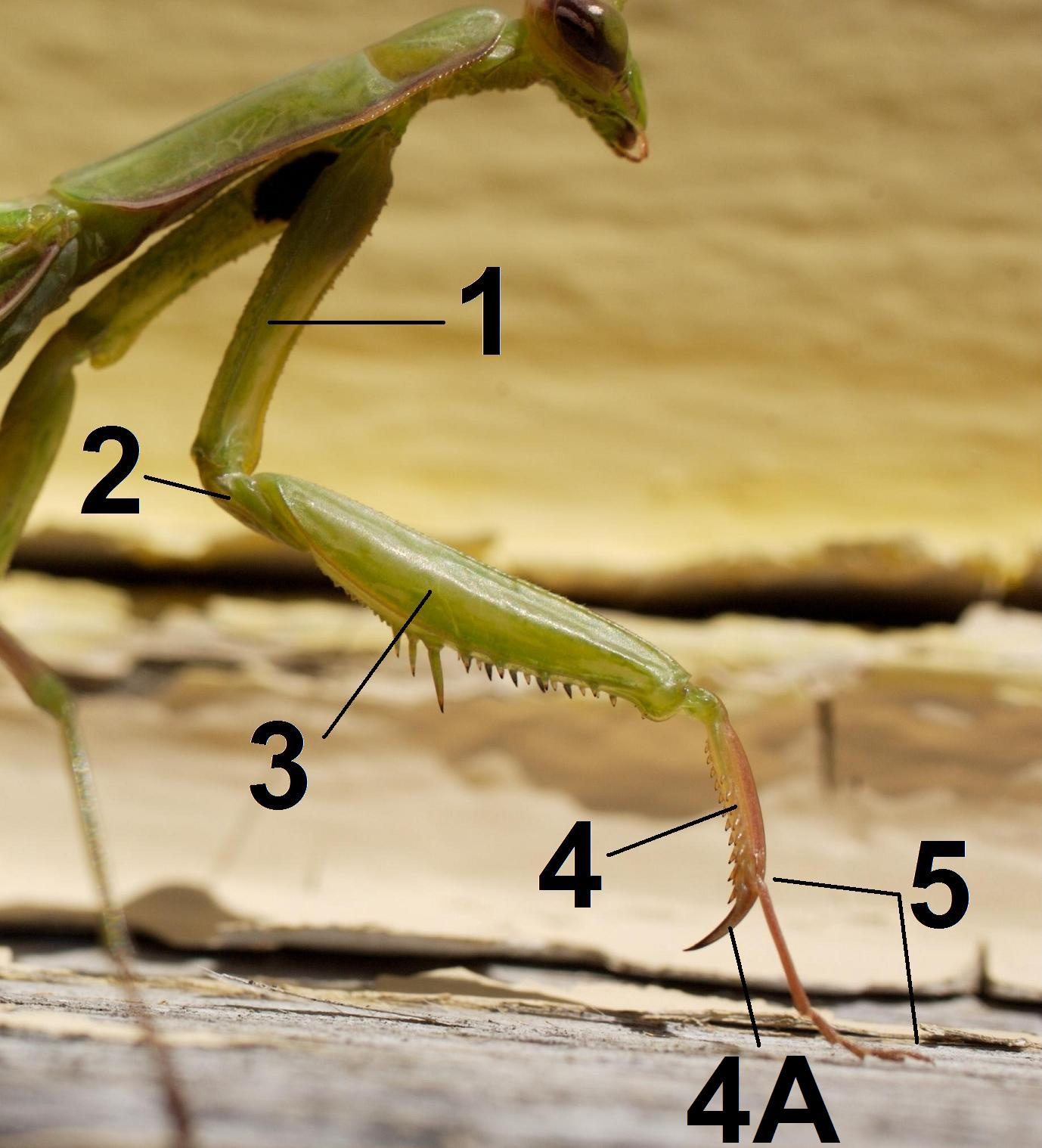
Poot van een bidsprinkhaan: 1 coxa, 2 trochanter, 3 femur, 4 tibia, 4a vanghaak, 5 tarsus
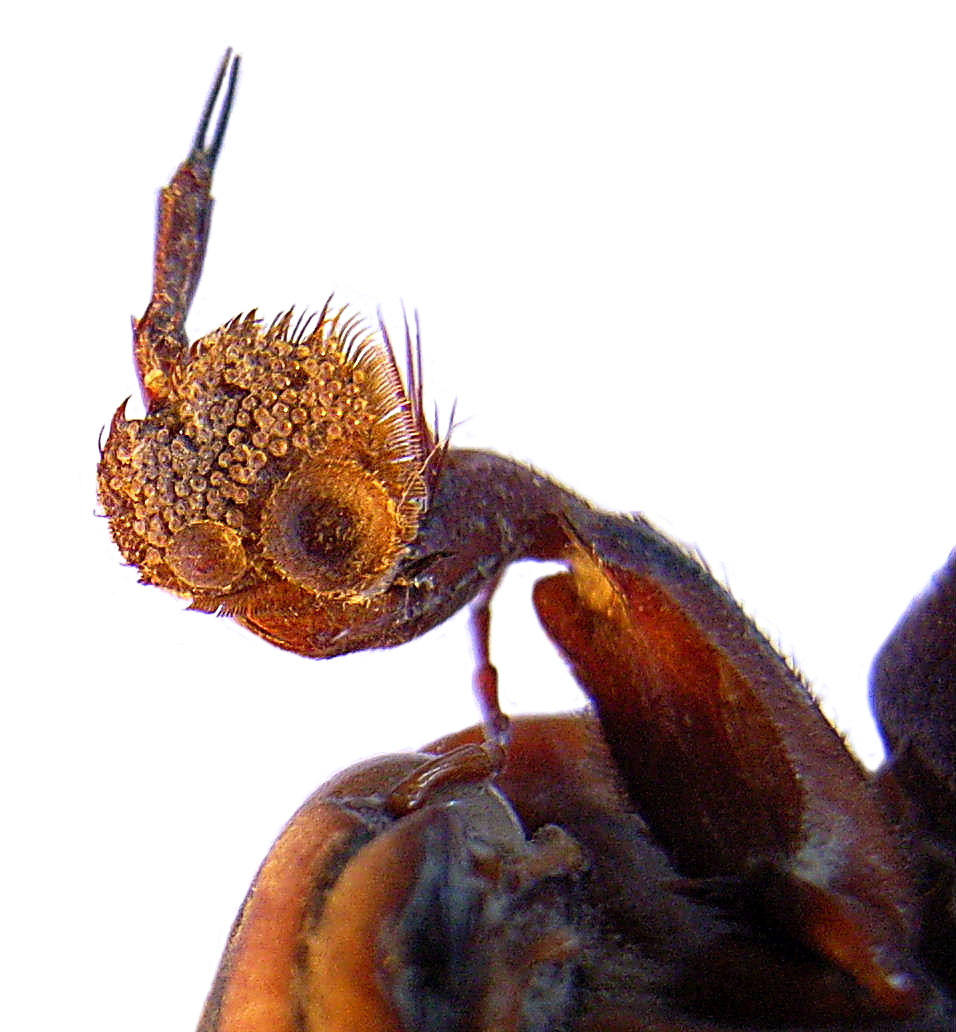
De mannetjes van de geelgerande watertor hebben zuignapjes aan de poot voor tijdens de paring
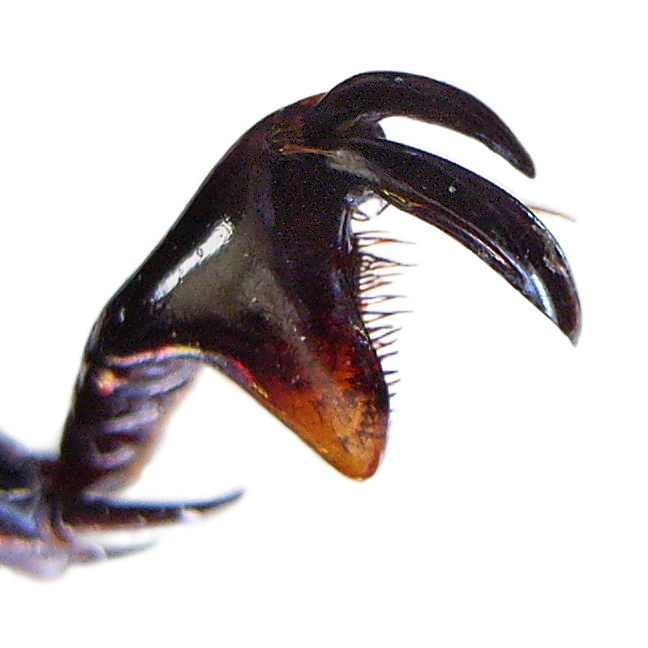
De mannetjes van de spinnende watertor hebben vergroeide klauwtjes
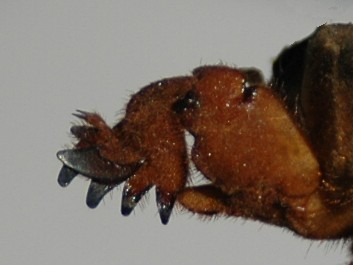
De veenmol heeft klauwtjes die sterk verbreed zijn om te graven

De poot van een insect bijvoorbeeld bestaat uit een aanhechtingspunt (coxa, heup), een kort segment dat trochanter heet, daarna de dij (femur), een scheen (tibia) en daaraan de gelede voet (tarsus) die bestaat uit verschillende geledingen (tarsomeren), genummerd van lichaam naar klauw. De functie en vorm van het laatste pootsegment verschilt sterk, sommige insecten hebben hier haakjes om zich aan gastheren vast te klampen, anderen hebben fijne haartjes om over water te kunnen lopen. De onderdelen van de poot zijn bij de meeste insectenordes ongeveer gelijk in bouw, maar vaak wezenlijk anders van vorm en functie.

#### Vleugels

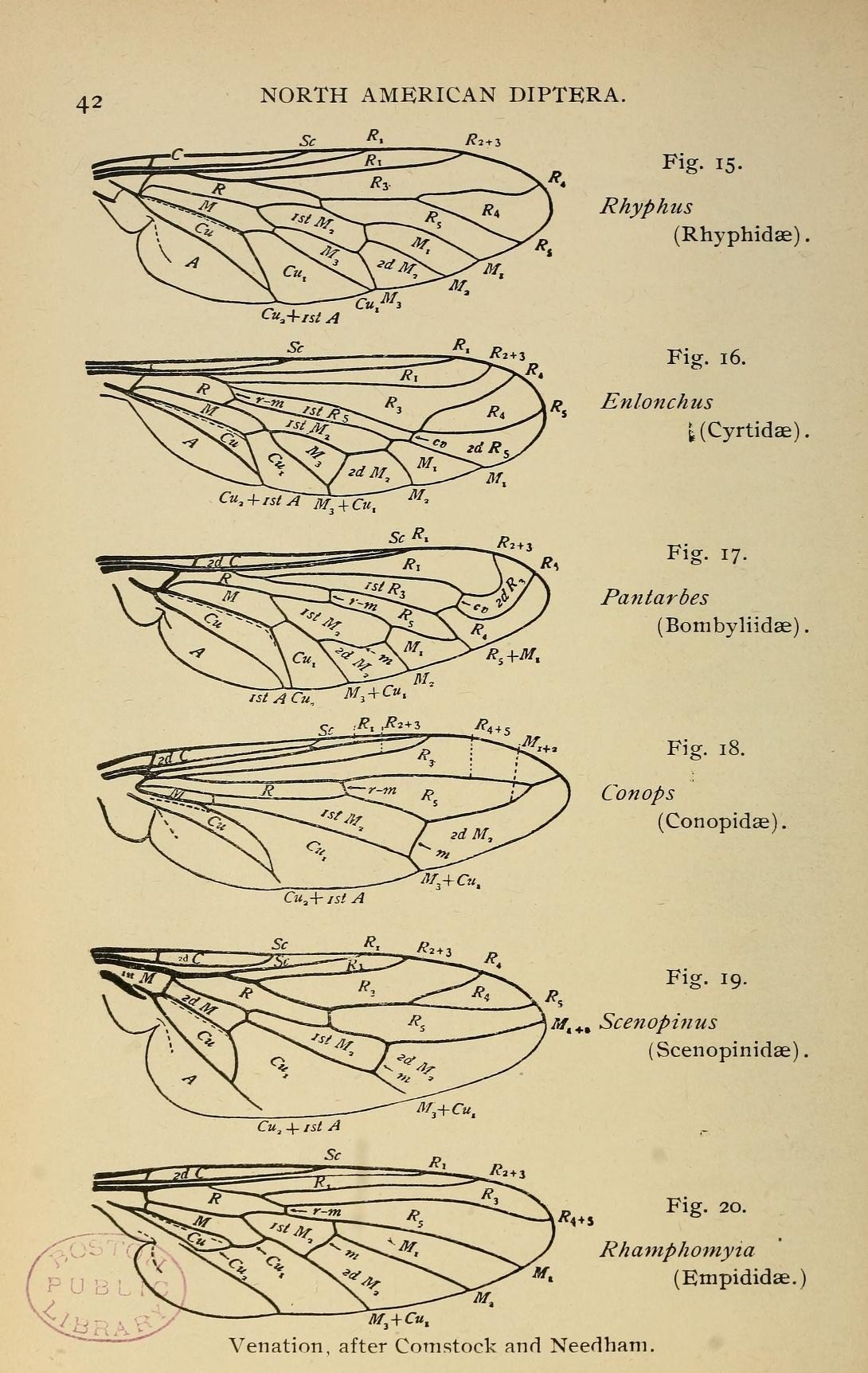
Variatie in adering bij enkele Tweevleugeligen

Insecten hebben geen, twee of vier vleugels. Ongevleugelde insecten zijn bijvoorbeeld de onderklasse Apterygota of de vlooien, maar de meeste insecten hebben vleugels.
Twee vleugels komen voor bij de vliegen (Brachycera) en muggen (Nematocera) in de orde van de Diptera of Tweevleugeligen. Bij de Diptera zit het vleugelpaar aan het tweede borststuksegment, geteld vanaf de kop. Aan het derde thoraxsegment zitten bij de Diptera een paar knotsvormige orgaantjes (zgn. halters), rudimentaire vleugels.
Vier vleugels komen voor bij vrijwel alle andere gevleugelde insectenorden: de vliesvleugeligen (bijen, hommels, wespen en mieren), de vlinders, de libellen, de wantsen en de kevers. Bij de laatste twee groepen zijn de voorvleugels verhard en dienen als schild. Insecten met vier vleugels hebben aan het tweede en derde borststuksegment elk een vleugelpaar.
Sommige insecten met goed toegankelijke en zichtbare vleugels, zoals vliegen en vlinders, worden met name onderscheiden door de vleugeladering. Andere insecten worden onderscheiden door verschillen in andere lichaamsdelen, zoals kop (met name de antennes en de monddelen) of poten. Hiervoor is vaak een loep nodig en soms een microscoop, soms is zelfs een geavanceerde elektronenmicroscoop vereist. Het komt geregeld voor dat insecten alleen kunnen worden onderscheiden door ze te ontleden en een preparaat te maken van de geslachtsorganen van het mannetje.

### Achterlijf
Het achterlijf is bij de meeste insecten verhoudingsgewijs het grootst, bestaat uit een groter aantal segmenten, vaak 11, en bevat de spijsverterings-, uitscheidings- en geslachtsorganen.

### Variatie in de kenmerken
De anatomie van een insect is de enige sleutel tot de determinatie van een soort. Qua bouw wijken de verschillende insectenordes weliswaar sterk af, maar binnen een orde of familie zijn de verschillen vaak niet zo groot. Het herleiden van de familie of het geslacht waartoe een insect behoort is meestal niet zo moeilijk, een aantal ordes als de Strepsiptera uitgezonderd. De verschillende soorten binnen een geslacht zijn echter lastiger te determineren, omdat ze soms sprekend op elkaar lijken. Daarnaast komen er zelfs binnen een soort meer dan eens verschillende variaties in kleuren, patronen en lengtes voor, een voorbeeld is het veelkleurig Aziatisch lieveheersbeestje. Bij sommige insecten, zoals enkele wespen en kevers, zijn de verschillen tussen het mannetje en vrouwtje in het volwassen stadium zo groot, dat het twee aparte soorten lijken.

## Groepen van insecten

### Kevers
Opmerkingen bij de illustratie:

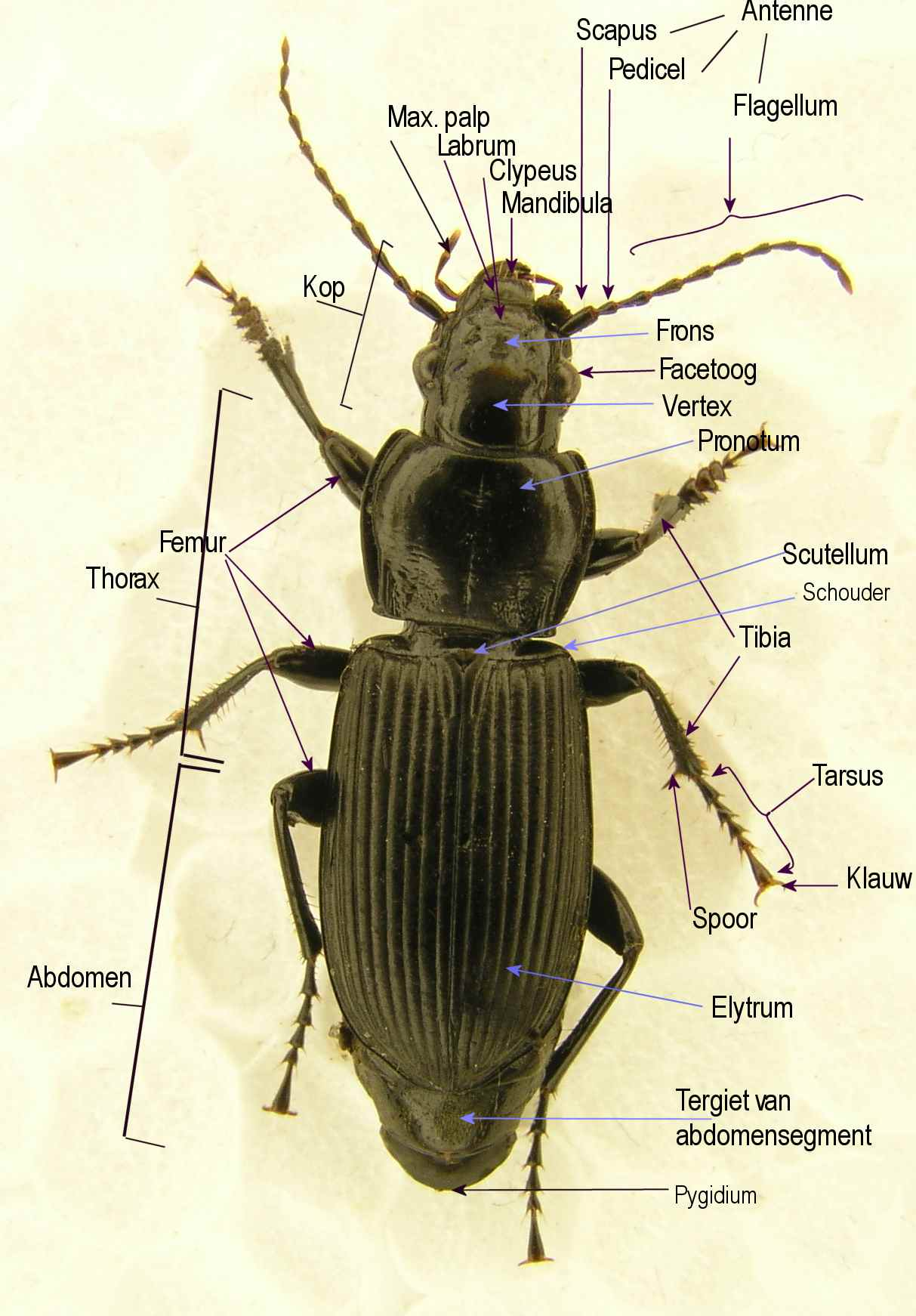
Rugaanzicht van een loopkever (Pterostichus sp.) met benamingen van een aantal zichtbare delen

- De indeling van kop, borststuk en achterlijf valt bij kevers niet samen met de drie delen van het lichaam die men op de rug kijkend waarneemt. Aan het borststuk zitten alle poten, de dekschilden en de vleugels bevestigd en het achterlijf begint dus pas net na het derde potenpaar, zoals men ziet als men de kever omdraait. Het achterste potenpaar is bij deze kevers wel aan de uiterste achterrand van het derde thoraxsegment bevestigd en de inplant ervan steekt over het 1e of zelfs 2e achterlijfssegment heen
- De antenne bestaat bij veel kevers uit 11 geledingen, maar meer of minder komt ook bij andere soorten insecten veel voor
- De grens tussen labrum (bovenlip), clypeus, frons (voorhoofd) en vertex is soms duidelijker, soms ook nog minder duidelijk
- Het pronotum (halsschild) is slechts de rugzijde van het eerste thoraxsegment
- De vorm van de schouder is evenals de vorm van het halsschild bij veel kevers een belangrijk determinatiekenmerk
- De tarsus (voet) bestaat ook weleens uit minder geledingen; 2,3,4 en 5 (zoals hier) komen allemaal voor. Niet alle insecten hebben aan alle poten evenveel tarsleden
- Het scutellum is het heel kleine driehoekje in de middellijn aan de basis van de elytra (dekschilden). Het extra dekschildgroefje ernaast heet het scutellairstreepje. Bij wantsen is het scutellum sterk ontwikkeld
- Op de tibia (scheen) van de voorste (eerste) poten bij deze loopkevers zit een antennepoetser die niet goed zichtbaar is vanuit deze hoek; maar deze bevindt zich bij de spoor die vooral op de tibia van de linker voorpoot wel goed te zien is
- Max. palp = maxillaire palp; de labiale palp is op deze foto niet zichtbaar
- Pygidium: stompe achterrand van de laatste, soms onder de dekschilden uitpiepende tergiet.

### Wantsen

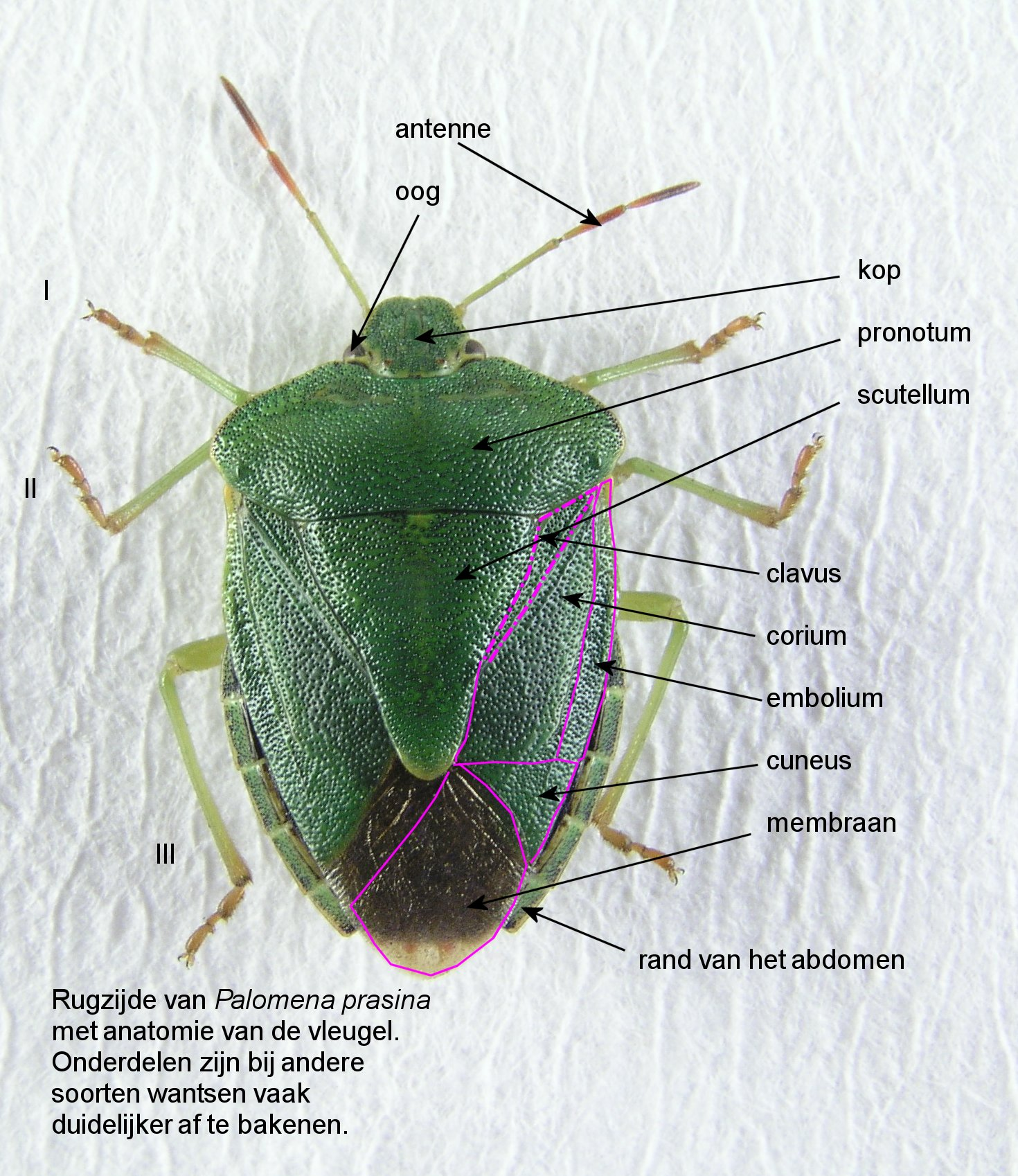
Anatomie van een wants, dorsaal

Sommige wantsen lijken oppervlakkig op kevers, hoewel ze niet nauw verwant zijn. Kevers kennen een larvestadium met een volledige gedaanteverwisseling, wantsen hebben een onvolledige gedaanteverwisseling en hebben dus een nimfstadium. Wantsen zijn van rond van vorm tot zeer langwerpig gebouwd, maar het bouwplan is wel steeds hetzelfde; een kleine kop met aan weerszijden de ogen, vrij korte antennes, een halsschild of pronotum, met hieronder een driehoekig schildje dat bij de afgebeelde soort uitsteekt en scutellum wordt genoemd. Overigens hebben ook kevers een scutellum. De verschillende vleugelonderdelen op de rug zijn een belangrijke determinatiesleutel voor het bepalen om welke soort het gaat, veel verwante soorten lijken sterk op elkaar of kennen verschillende kleurvariaties die elkaar overlappen.
De vleugels van wantsen worden over elkaar gevouwen op de rugzijde, en liggen niet netjes naast elkaar, zoals bij kevers die hierdoor een naad in het midden hebben. De voorvleugels van wantsen zijn taai en dienen ter bescherming, alleen aan de achterzijde van het lichaam zijn de voorvleugels vliezig. De achtervleugels zijn de vliegvleugels, deze zijn in rust niet zichtbaar en geheel vliezig.
Aan de onderzijde van een wants zijn de stigmata of tracheeopeningen te zien, die dienen voor de ademhaling. Ook is het rostrum zichtbaar, dat onder de kop wordt gevouwen. Het rostrum is de lange zuigsnuit waarmee wantsen hun voedsel —plant of prooi— uitzuigen. Het rostrum kan uit een verschillend aantal geledingen bestaan. Veel soorten hebben ook geurklieren, waarvan de openingen op de buikzijde liggen. Deze dienen om smerige stoffen uit te scheiden om vijanden af te schrikken.
Net als veel insecten komen er bij de wantsen vele uitzonderingen voor in de anatomie, bij veel rovende soorten zijn de voorste poten omgevormd tot grijpklauwen, waardoor het lijkt of ze slechts 4 poten hebben, een voorbeeld is de waterschorpioen die onder water leeft.

### Oorwormen
Oorwormen hebben geen verharde dekschilden als kevers en wantsen. Ze hebben wel verharde voorvleugels die dienen ter bescherming van de vliezige achtervleugels, waarmee gevlogen kan worden. Een aantal oorwormen heeft gedegenereerde voorvleugels waarbij de achtervleugels geheel ontbreken.
De kop van oorwormen is klein, het borststuk vrij langgerekt en het achterlijf is langwerpig en afgeplat. Het bestaat bij de mannetjes uit tien segmenten en bij vrouwtjes uit acht. Wat direct opvalt aan vrijwel alle oorwormen is het gepaarde, tangachtige orgaan aan de achterzijde. Deze verharde, ongesegmenteerde delen zijn gevormd uit de cerci.

### Tweevleugeligen

Anatomie van de huisvlieg (Musca domestica)

Vliegen en muggen of tweevleugeligen (Diptera) hebben een soms totaal andere bouw, maar hebben ook een aantal dingen gemeen. Harde dekschilden zoals wantsen en kevers ontbreken, waardoor het lichaam duidelijk in drieën is verdeeld. Het borststuk draagt een paar vleugels (8), hieraan zijn de tweevleugeligen van vrijwel alle insecten te onderscheiden. Het andere paar is ook aanwezig, maar is sterk gedegenereerd tot halters (10), kleine uitsteeksels met een knopachtig uiteinde die weliswaar hun functie als vleugel verloren hebben, maar nog wel een rol spelen bij het vliegen.
Tweevleugeligen hebben goed ontwikkelde zuigende monddelen, die in veel gevallen uitklapbaar zijn (25 tot 29). Vliegen zuigen hier vloeistoffen mee op, bij veel vrouwtjesmuggen wordt het apparaat gebruikt om bloed uit dieren te zuigen en bij mannetjes muggen om nectar uit bloemen te zuigen. Een ander kenmerk van de tweevleugeligen, hun uitstekende reukzin, is ook af te zien aan de kop die bij veel vliegen op de kleine antennes twee veer-achtige tot borstelachtige zintuigorganen draagt, de arista (23).